# Кучурган (станція)
Кучурган — прикордонна проміжна залізнична станція Одеської дирекції Одеської залізниці на лінії Роздільна I — Кучурган. На станції діє пункт контролю на державному кордоні України з Молдовою.

## Історія
Станція відкрита 4 (16)  грудня 1865 року, як відгалуження від магістральної лінії Балта — Одеса, відкритої того ж дня.
У 1896 році на станції Кучурган Розаліївської волості Тираспольського повіту Херсонської губернії налічувалось 5 подвір'їв, в яких мешкало 54 особи (28 чоловіків та 26 жінок), при селищі Павлівка.
Станом на 1 січня 1906 року на станції  Кучурган Понятівської волості Тираспольського повіту Херсонської губернії проживало вже 87 осіб (60 чоловіків та 27 жінок). Станція була віднесена до 4-го розряду, в штаті якої перебували: начальник станції, 2 його помічника, 1 касир, 1 дорожній майстер, 3 телеграфіста та 1 жандарм.

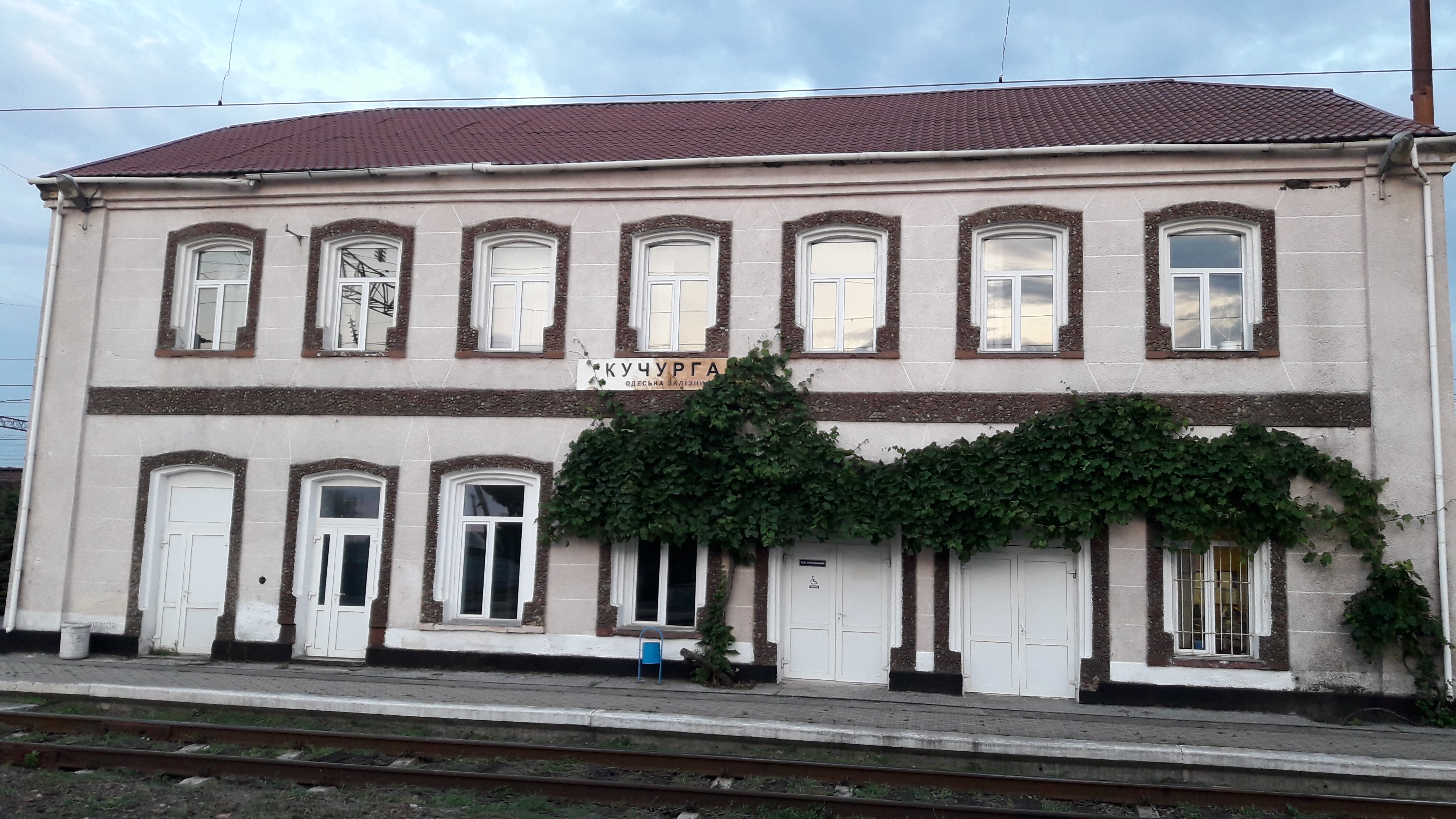
Вокзал станції Кучурган

Станом на 28 серпня 1920 року на станції Кучурган Розаліївської волості Тираспольського повіту Одеської губернії налічувалось 36 домогосподарств. Для 29 домогосподарів рідною мовою була українська, 3 — єврейська, 2 — молдовська, 1 — російська, 1 — болгарська. При станції проживало 159 осіб (84 чоловіків та 75 жінок). Родина домогосподаря: 80 чоловіків та 70 жінок (родичів: 4 та 5); солдати Червоної армії — 4 чоловіка, на заробітках — 2 чоловіка і 1 жінка.
У 1925—1940 роках станом Кучурган входила до складу Тираспольського району Молдавської Автономної Радянської Соціалістичної Республіки (Українська РСР). З 1940 року —  у складі Роздільнянського району Одеської області.
У серпні 1937 року був заарештований завідувач електростанції на станції Кучурган В. П. Никонов за звинувачення у зв'язках з білоемігрантами та антирадянській агітації, а після появи оперативного наказу додано «шпигунство на користь японської розвідки» та за рішенням наркома внутрішніх справ СРСР і прокурора СРСР розстріляний у «порядку наказу № 00593». Суть цього наказу полягала у репресуванні так званих харбінців — колишніх службовців Китайсько-Східної залізниці та реемігрантів з Манчьжоу-Го, що «осіли на залізничному транспорті та в промисловості Союзу».
У 1991 році станція електрифікована змінним струмом (~25 кВ) в складі дільниці Роздільна I — Кучурган (завдовжки 10 км).

## Пасажирське сполучення
З початку російського вторгнення в Україну пасажирський рух по станції Кучурган тимчасово припинений.

## Галерея

Вокзал станції Кучурган
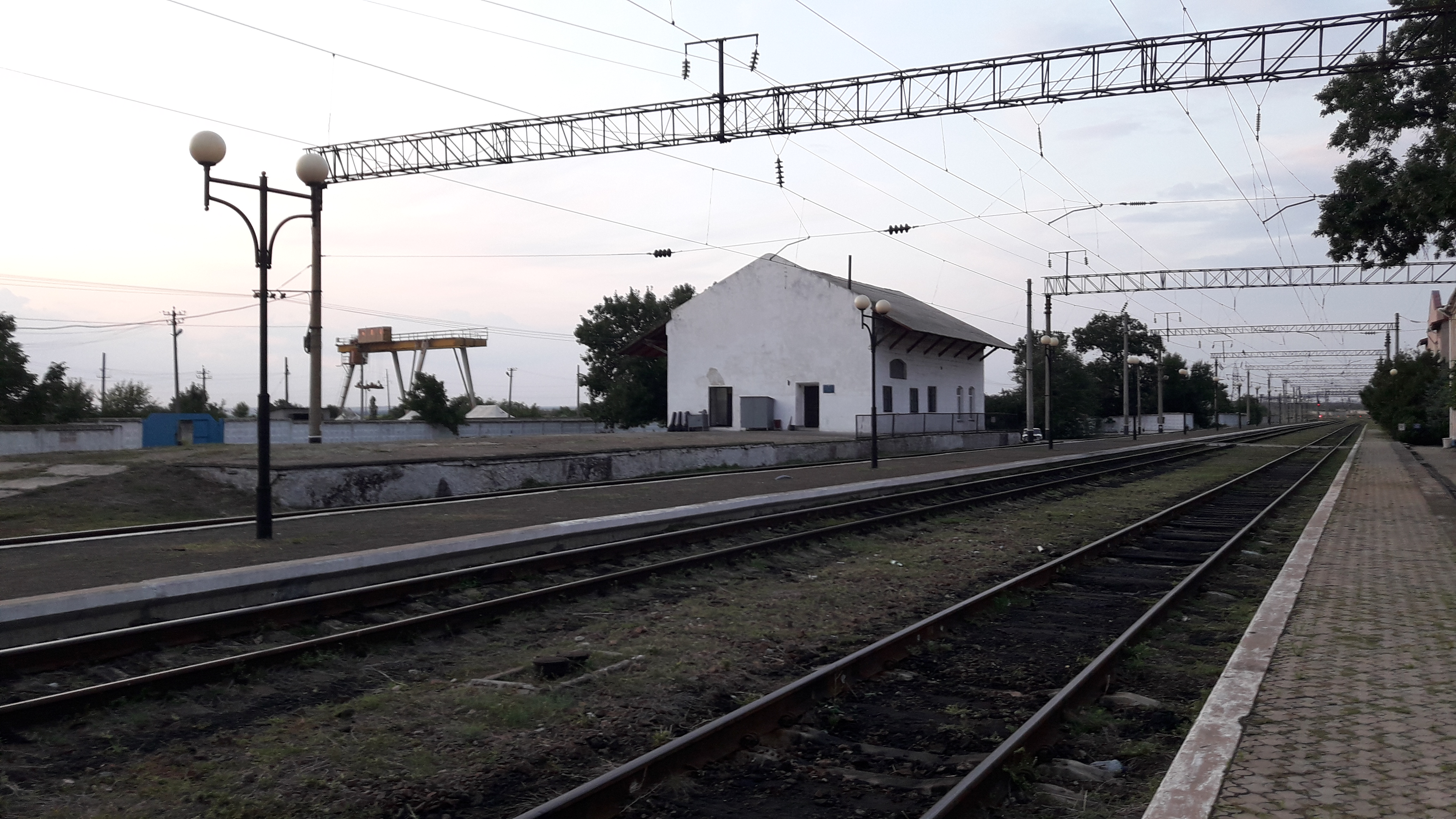
У напрямку станції Роздільна І
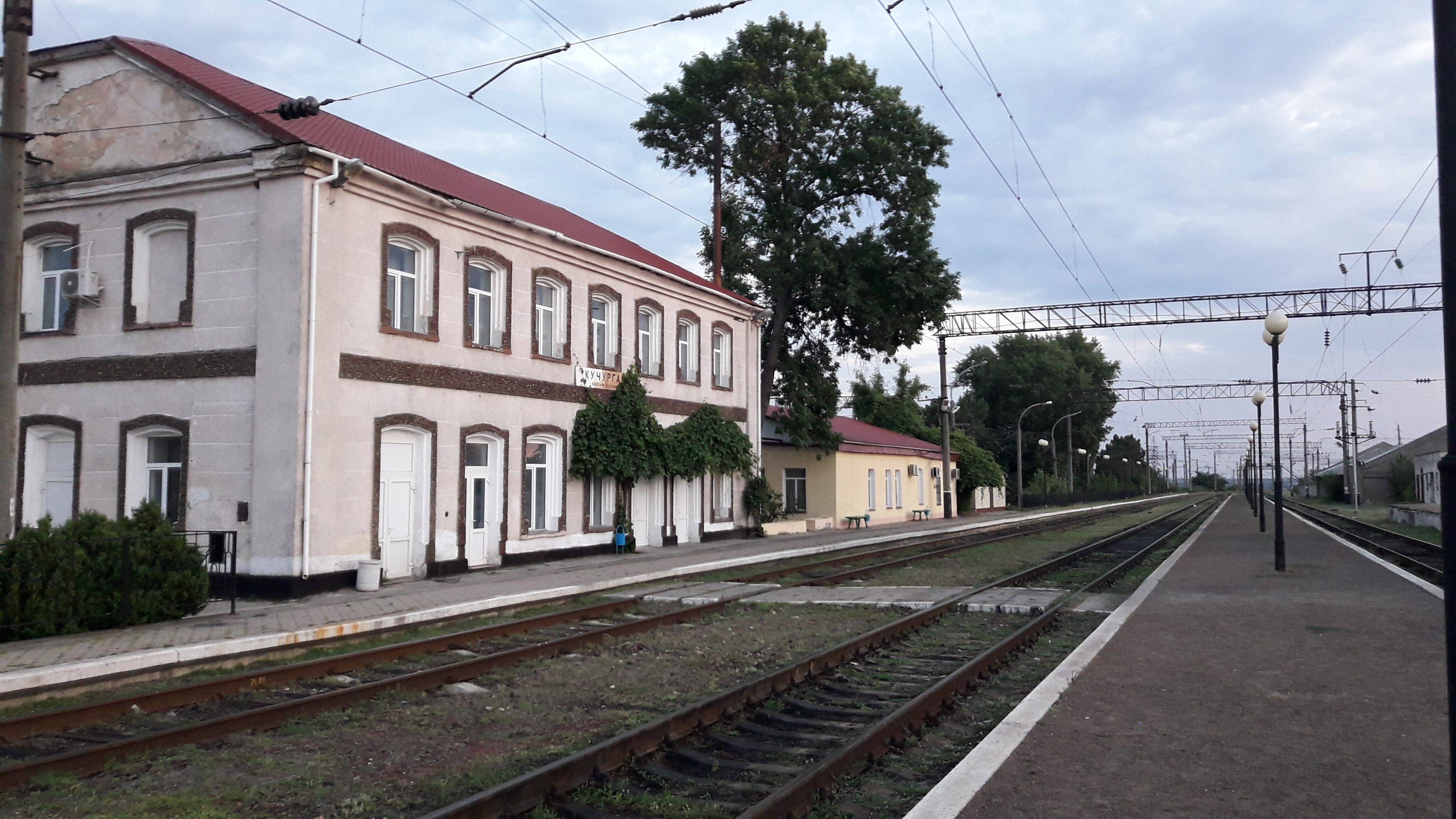
У напрямку Новосавицька
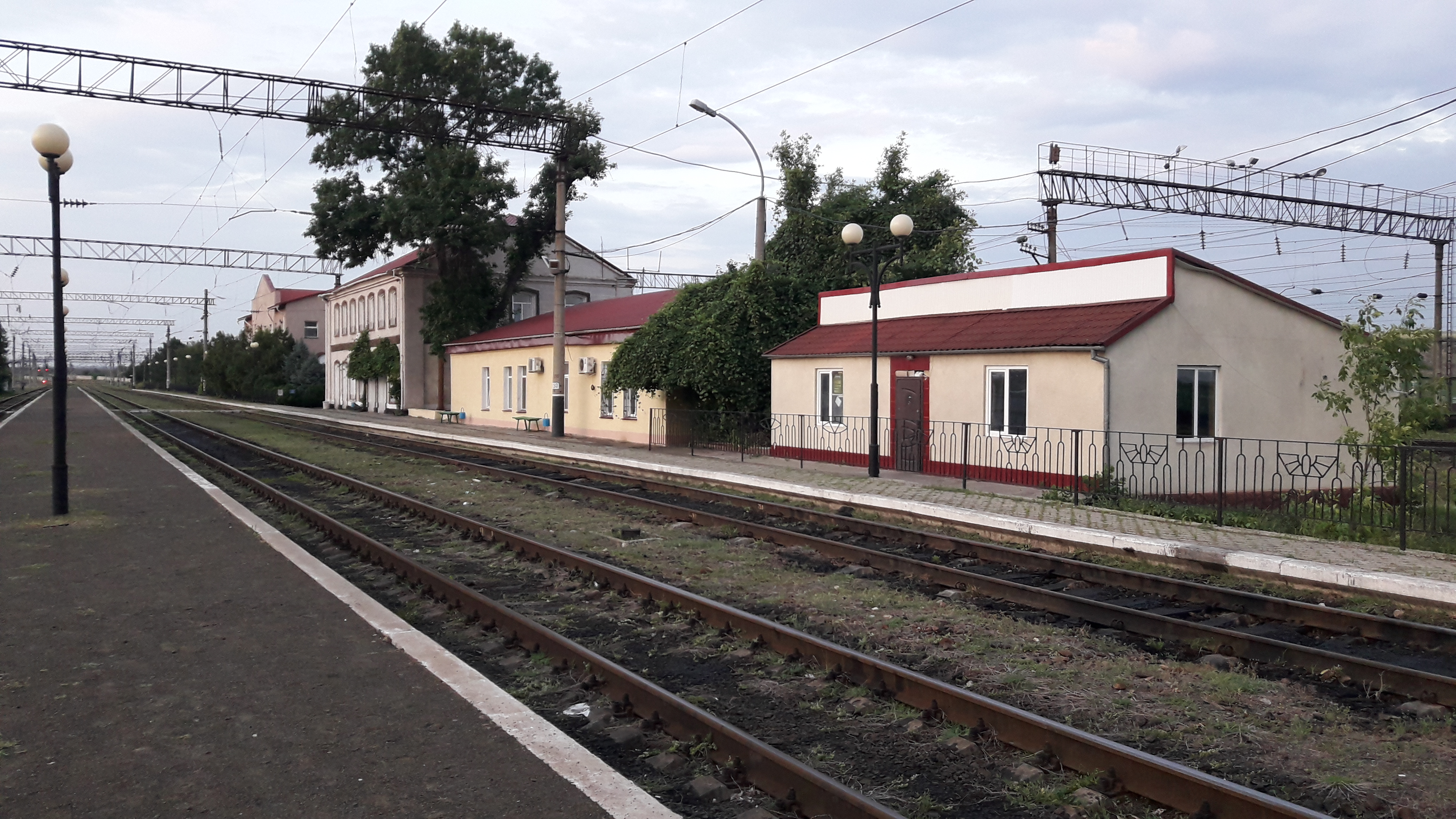
Платформи станції